# María Pía Ureta
María Pía Ureta (Lima, 22 de julio de 1976) es una actriz y presentadora peruana.

## Biografía
María Pía Ureta inicio su carrera en 1990, como cíndela del recordado programa infantil Nubeluz. Participando en los videoclips de canciones icónicas como "Cuidado", "Yo Tengo La Magia" y "Yo Quiero Ser", también en las giras internacionales del programa durante 1991 y 1993.
Finalmente en enero de 1994, decide dejar el programa para concentrarse en sus estudios. En agosto de ese mismo año es convocada para ser "Nubelina" junto a su compañera Daniela Sarfati, participando en varios programas y actividades para los niños peruanos. Además condujo el circo del programa durante 1994 y 1995.
Tras el regreso del programa en febrero de 1995, se desenvolvio como coanimadora del programa donde presentaba los números musicales y algunos sketchs. Finalmente renunció al programa infantil en 1996 y comenzó a trabajar en distintas producciones de telenovelas entre 1996 y 2001. 
En 1997, para conmemorarse un año del programa de sus excompañeras Anabel Elías y Antuané Elías en su programa infantil "De Colores" de la cadena ATV, junto a algunos excompañeros fueron a visitarlas donde recordaron coreografías y anécdotas.
Durante 2002 y 2003 fue presentadora del bloque de espectáculos de América noticias.
Estudió Psicología en la Universidad de Lima. Luego de dejar la actuación, incursionó en el master coach de indoor cycling en Miami.
En 2024 participó del show "Nubeluz: La Despedida" junto a las animadoras y bailarines de dicho programa.

## Televisión
| Año         | Título                    | Personaje          |  |
| ----------- | ------------------------- | ------------------ |  |
| 1990 - 1996 | Nubeluz                   | Cíndela / Nubelina |  |
| 1996        | Tribus de la calle        | María              |  |
| 1997        | De Colores                | Invitada           |  |
| 1998        | Cosas del amor            | Desconocido        |  |
| 1999        | Isabella, mujer enamorada | Mariana Linares    |  |
| 2000        | Vidas prestadas           | Diana Vírgil       |  |
| 2000 - 2001 | Milagros                  | Mariana Ávalos     |  |
| 2002 - 2003 | Un nuevo día              | Presentadora       |  |